# Majoidea
Super-famille
Les Majoidea (du latin majo, « mai », nom donné par Linné en raison de leur abondance saisonnière au mois de mai), sont une super-famille de crabes.

## Caractéristiques
Ce sont des crabes à grandes pattes, d'où leur nom vernaculaire d'araignées de mer par analogie avec les araignées terrestres.
Un critère simple pour les identifier est que ce sont les seuls crabes à avoir le céphalothorax plus long que large. 

## Liste des familles
Depuis les travaux de De Grave et Dean publiés en 2009, ce groupe ne compte plus que six familles : les Mithracidae, Pisidae et Tychidae sont considérées respectivement comme étant les sous-familles Mithracinae, Pisinae et Tychinae de la famille des Majidae.
| Selon World Register of Marine Species (25 février 2015) : - famille Epialtidae MacLeay, 1838 - famille Hymenosomatidae MacLeay, 1838 - famille Inachidae MacLeay, 1838 - famille Inachoididae Dana, 1851 - famille Majidae Samouelle, 1819 – araignées de mer proprement dites - famille Mithracidae Balss, 1929 - famille Oregoniidae Garth, 1958 - famille Pisidae Dana, 1851 | Selon De Grave et Dean: - Epialtidae MacLeay, 1838 - Hymenosomatidae MacLeay, 1838 - Inachidae MacLeay, 1838 - Inachoididae Dana, 1851 - Majidae Samouelle, 1819 - Oregoniidae Garth, 1958 | Selon ITIS (25 février 2015) : - famille Epialtidae MacLeay, 1838 - famille Inachidae MacLeay, 1838 - famille Inachoididae Dana, 1851 - famille Majidae Samouelle, 1819 - famille Mithracidae Balss, 1929 - famille Oregoniidae Garth, 1958 - famille Pisidae Dana, 1851 - famille Tychidae Dana, 1851 |

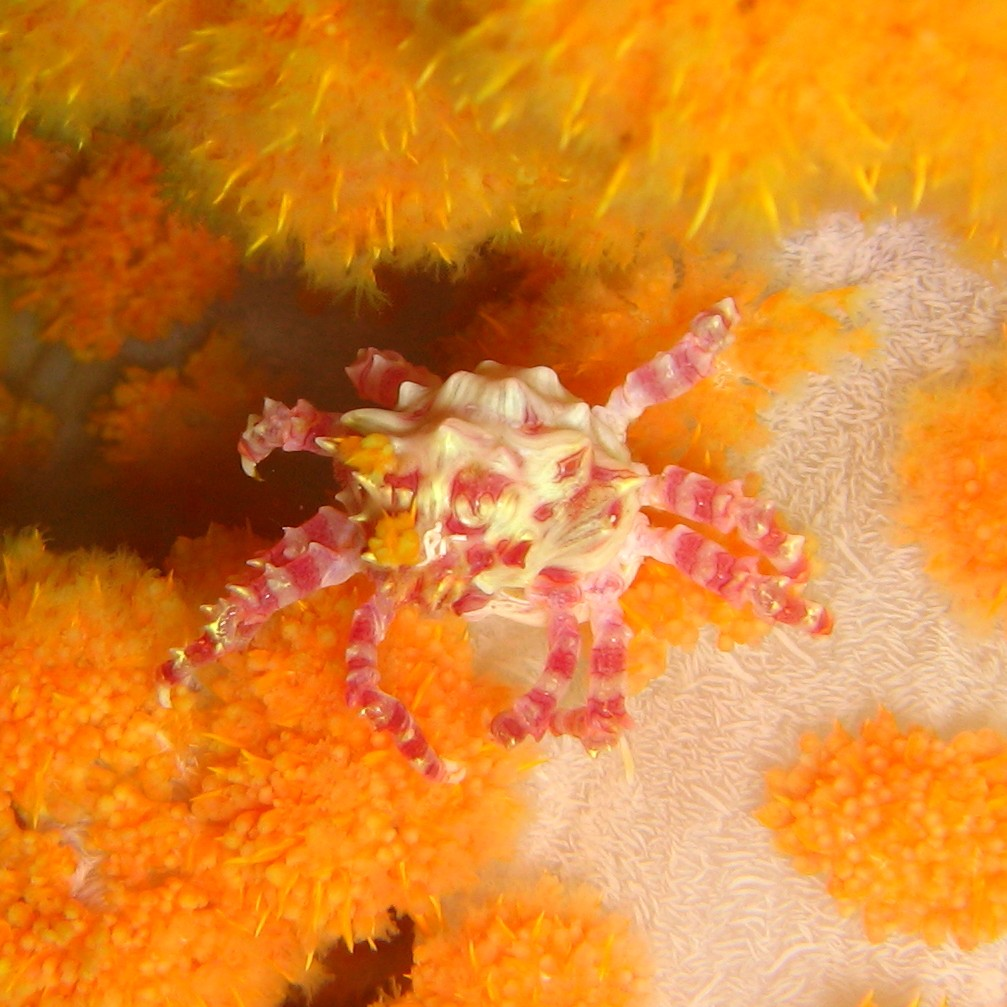
Hoplophrys oatesi, un Epialtidae
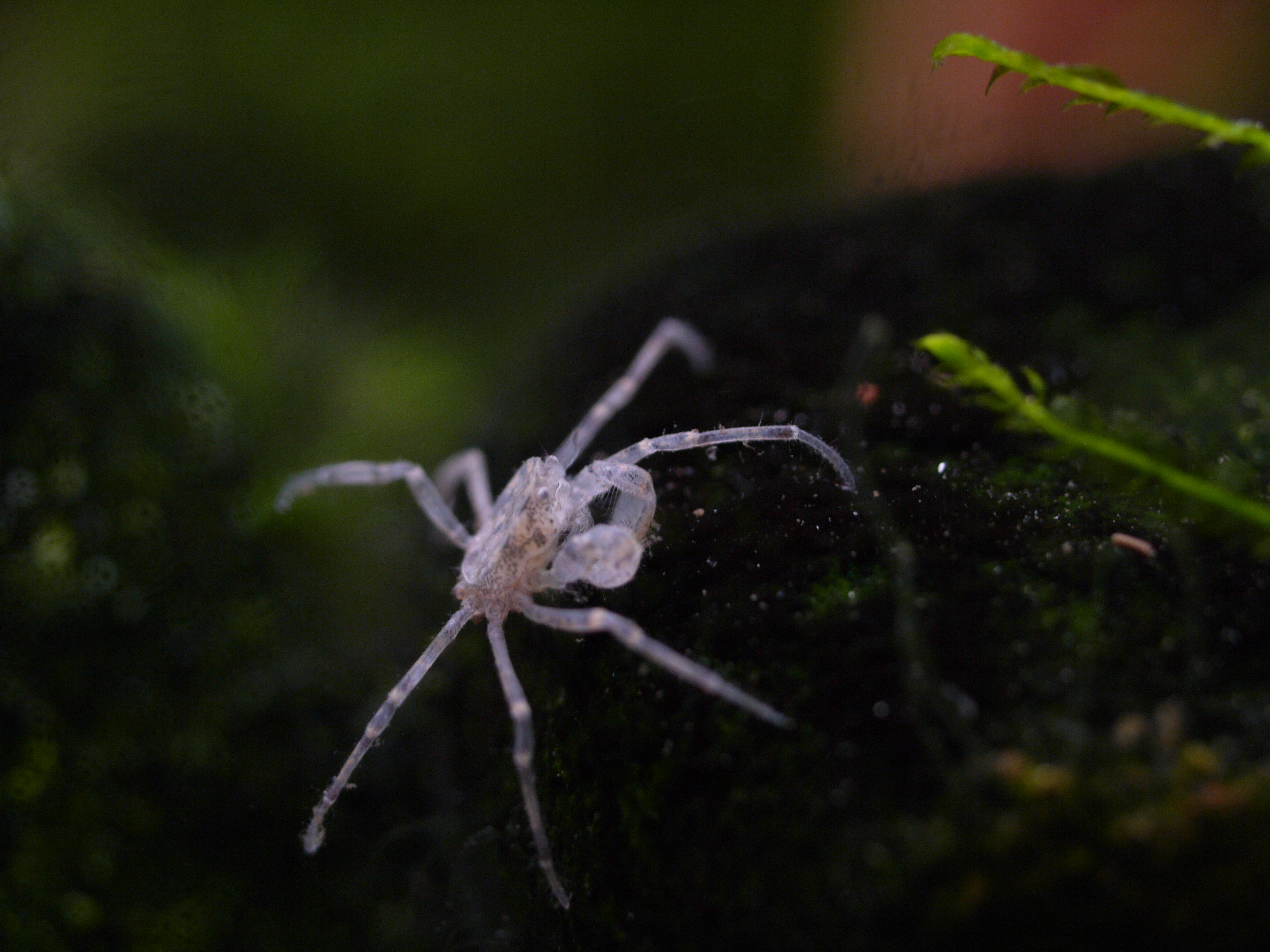
Limnopilos naiyanetri, un Hymenosomatidae
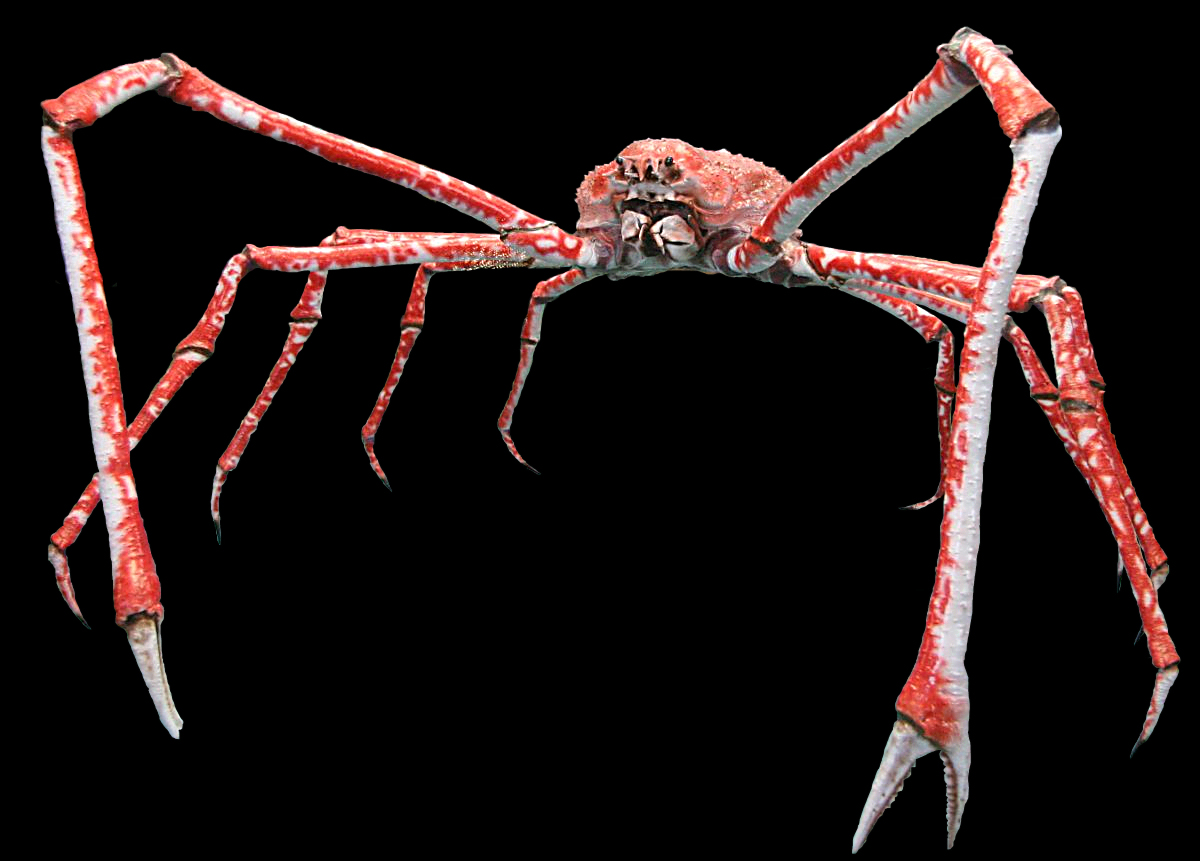
Macrocheira kaempferi, un Inachidae
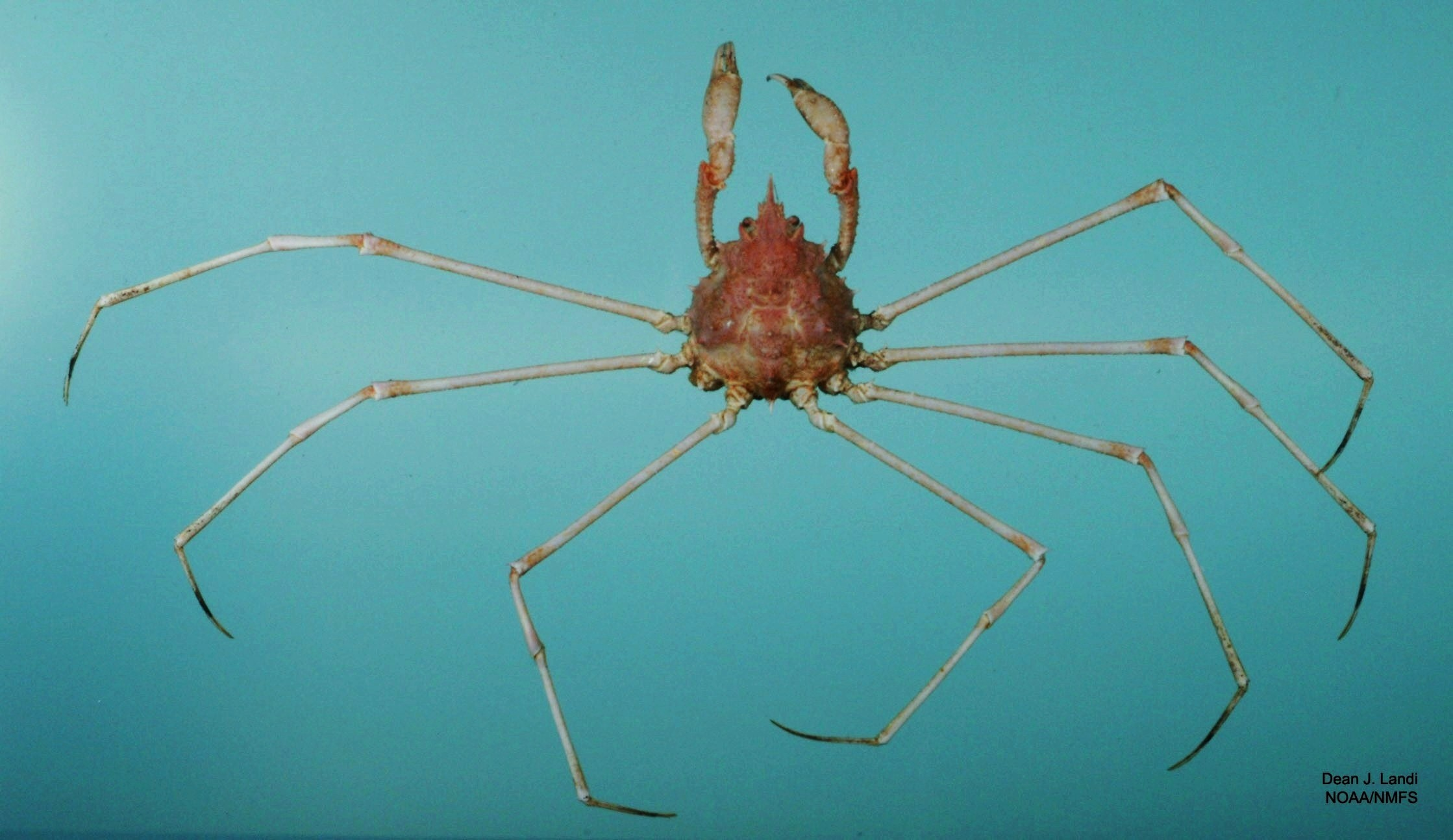
Pyromaia cuspidata, un Inachoididae
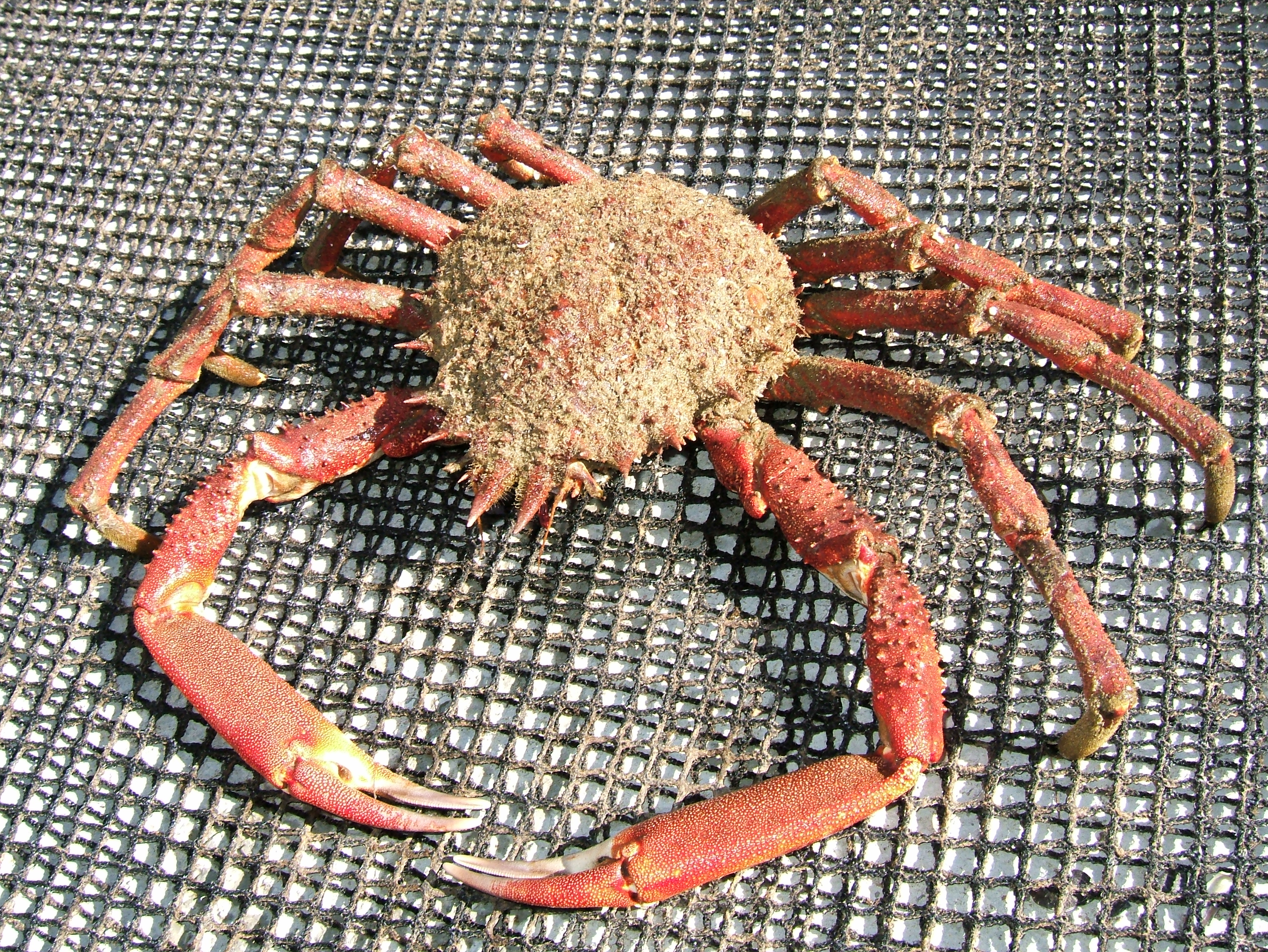
Maja squinado, un Majidae
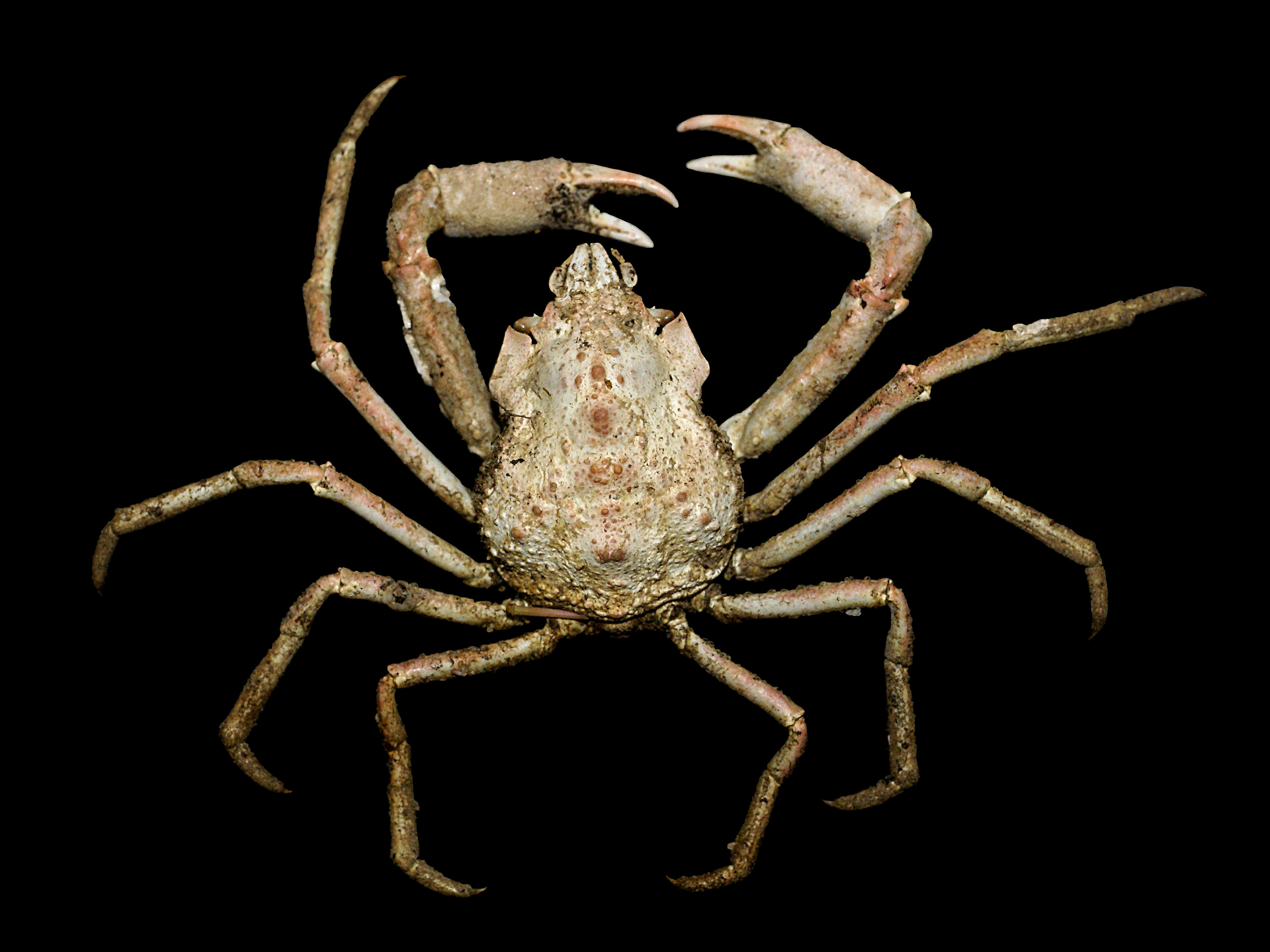
Hyas coarctatus, un Oregoniidae

## Référence du taxon
- Samouelle, 1819 : The entomologist’s useful compendium; or an introduction to the knowledge of British insects, comprising the best means of obtaining and preserving them, and a description of the apparatus generally used; together with the genera of Linné, and the modern method of arranging the classes Crustacea, Myriapoda, Spiders, Mites and Insects, from their affinities and structure, according to the views of Dr. Leach. Also an explanation of the terms used in entomology; a calendar of the times of appearance and usual situations of near 3,000 species of British insects; with instructions for collecting and fitting up objects for the microscope. London. p. 1-496 (texte original).